# Franco Corelli
Franco Corelli, född 8 april 1921 i Ancona, död 29 oktober 2003 i Milano, var en italiensk operasångare (tenor).
Franco Corelli räknas till operavärldens allra främsta tenorer, med en röst som fler än en gång jämförts med Enrico Carusos. Han har sjungit vid i stort sett alla världens stora operahus.

## Biografi
1951 vann han sångartävlingen Maggio Musicale i Florens. Maestro San Paoli, dåvarande chef för operahuset i Rom, hörde Corelli vid tävlingen, och uppmanade honom att delta i tävlingen i Spoleto. Corelli hörsammade uppmaningen, och vann tävlingen. Han debuterade senare samma år på teatern i Spoleto som Don José i Georges Bizets Carmen och rönte en överväldigande framgång. Corellis karriär tog av i raketfart. 1954 debuterade han vid La Scalas säsongsöppning mot Maria Callas i La Vestale.
Den amerikanska publiken mötte Corelli första gången i en filmversion av Tosca mot Franca Duval. Debuten på Metropolitanoperan i New York skedde i Giuseppe Verdis Trubaduren, och han kom sedan att sjunga på Metropolitan varje säsong mellan 1961 och 1976.
På sjuttiotalet gjorde Corellis en vändning mot de mera lyriska rollerna i repertoaren, vilket ifrågasattes av delar av kritikerkåren då Corelli besatt en nästan barytonal spintotenor. Succéerna fortsatte dock att avlösa varandra även i roller som Rodolfo i Bohème, Roméo i Gounods Romeo och Julia och Edgardo i Lucia di Lammermoor, vilken han dock bara sjöng en gång.
Rodolfo i La Bohème blev den sista roll han kreerade på scen, i Torre del Lago 1976. Efter en konsert i Newark, New Jersey 1981 förklarade han sin aktiva karriär avslutad.
Han avled 29 oktober 2003 i Milano, den stad han återvände till efter många år i USA, och där han bott och undervisat sedan sångarkarriären avslutats. Han begravdes på Cimiterio Monumentale i Milano.